# Cobalopsis
Cobalopsis là một chi bướm ngày thuộc họ Bướm nâu.